# Otto Braun (kommunist)

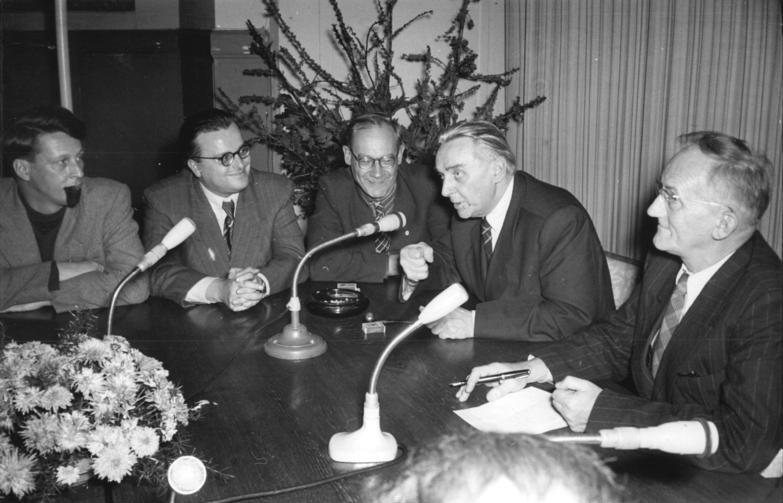
Otto Braun (i mitten) på en författarkongress i Östberlin 1954. Till höger om Braun sitter den sovjetiske författaren Konstantin Fedin.

Otto Braun, även känd under sin kinesiska pseudonym Li De, född 28 september 1900 i Ismaning i Bayern, död 15 augusti 1974 i Varna, var en tysk kommunist, författare och översättare med en lång och varierad karriär i den kommunistiska rörelsen. Hans viktigaste uppdrag var att på Kominterns uppdrag vara rådgivare åt Kinas kommunistiska parti under det kinesiska inbördeskriget.
Braun föddes nära München och växte upp på barnhem, trots att hans mor fortfarande var i livet. Han påbörjade en utbildning på lärarkollegiet i Pasing och kallades in till den kungliga bayerska armén i juni 1918, men han fick aldrig delta i strid då vapenstilleståndet inträdde bara ett par månader senare. Efter krigsslutet återvände han inte till sin lärarutbildning och blev istället heltidsaktiv i det nybildade Tysklands kommunistiska parti kring 1921.
Under 1920-talet var han en viktig partifunktionär och 1928 tvingades han fly till Sovjetunionen där han var aktiv vid militärakademin i Frunze. 1932 sändes han till Kina som rådgivare åt Kinas kommunistiska parti, som tvingats gå underjord efter utrensningarna under den Norra expeditionen. 1933 lyckades han ta sig till Ruijin, som var huvudstad i den Kinesiska sovjetrepubliken. När kommunisterna beslutade sig för att dra till reträtt i vad som utvecklades till den Långa marschen 1935 medföljde Braun som militär rådgivare och representant för Komintern. Efter Zunyikonferensen förlorade han dock i inflytande, men han fortsatte i den Långa marschen och blev kvar marschens slutmål Yan'an fram till 1939, då ha begav sig till Sovjetunionen. Han var den ende utlänningen som deltog i den Långa marschen.
Braun lyckades inte återvända till Tyskland förrän efter Stalins död 1953 och bosatte sig i Östberlin där han var aktiv som redaktör av Karl Marx' skrifter och som översättare.  Braun var länge mest känd under sitt kinesiska namn Li De och hans verkliga identitet blev inte offentlig förrän han publicerade sina memoarer i Östtyskland. Han avled när han var på semester i Bulgarien 1974 och begravdes på Zentralfriedhof Friedrichsfelde i Östberlin.